# Club Sportivo Italiano
Club Sportivo Italiano é um clube de futebol sediado em Ciudad Evita, Partido La Matanza, Buenos Aires, Argentina. 
Fundada em 7 de maio de 1955 por imigrantes italianos no bairro La Flórida, na Província de Buenos Aires, próximo a cidade de Buenos Aires. O clube foi originalmente chamado de Associazione Calcio Italiano, na Argentina, e em 1978 se fundiu com Sociedad Italiana, ficando conhecido como Deportivo Italiano. Em 2000, houve nova mudança, ficando com o nome definitivo de Club Sportivo Italiano.
O clube tem aparecido, principalmente nas segunda e terceira divisão do futebol argentino, embora no 1986/1987 que jogou sua única temporada na primeira divisão argentina.

## Jogadores famosos
- Agustín De La Canal
- Ricardo Caruso Lombardi
- Alejandro Lanari
- Emerson Panigutti
- Jose Luis Pochettino

## Técnicos notáveis
Ramón Cabrero

## Títulos
- Tercera de Ascenso 1960,
- Primera División C 1962,
- Primera División C 1974,
- Primera B 1986,
- Primera B Metropolitana Apertura 1995.
- Primera B Metropolitana Temporada 2008/2009